# Дго
Дго — ледниковое, ложбинное озеро на севере Смоленской области России в Демидовском районе. Площадь — около 234 га. Средняя глубина озера 6 метров, а максимальная достигает 16 метров. Через реку Ильжица озеро связано с бассейном Межи. Входит в состав национального парка Смоленское поозёрье. Памятник природы. На озере три острова: Остров Рода и два совсем маленьких, безымянных. Много рыбы круглый год, но использование моторных лодок запрещено. Берега поросшие лесом, частично заболоченные. Вокруг озера оборудовано 5 туристических стоянок, в южной части имеются туристические тропы и маршруты.
Объём воды — 0,018 км³. Площадь поверхности — 2,34 км². Площадь водосборного бассейна — 14 км². Высота над уровнем моря — 196,5 м.
Вокруг озера расположено множество остатков древнеславянской культуры. При раскопках селища на берегу озера Дго (Астраганец) в бассейне Зап. Двины были вскрыты многочисленные ямы с остатками домниц и горнов в виде обожженной глины и расколотых камней, побывавших в огне. Здесь же найдены и железная руда, и железные шлаки.